# 킬러 크록
킬러 크록(Killer Croc)은 DC 코믹스가 발행하는 만화책의 등장인물이다. 주로 배트맨의 적으로 나온다. 본명은 웨일런 존스(Waylon Jones)로, 선천적으로 피부가 파충류처럼 딱딱해지는 불치병을 가지고 태어났다. 덕분에 악어 비늘 보다도 딱딱한 피부를 가지게 되었다.